# SHFV-Pokal 2025/26
Der SHFV-Pokal 2025/26 ist die 73. Austragung des schleswig-holsteinischen Verbandspokals der Männer im Amateurfußball. Als Titelverteidiger tritt Rekordsieger VfB Lübeck an. Der Sieger qualifiziert sich für den DFB-Pokal 2026/27.

## Spielmodus
Bei einem unentschiedenen Spielstand nach regulären 90 Minuten kommt es direkt im Anschluss zu einem Elfmeterschießen. Eine Verlängerung von zwei mal 15 Minuten ist lediglich für das Finale vorgesehen.

## Teilnehmende Mannschaften
Alle schleswig-holsteinischen Mannschaften, die in der Vorsaison oberhalb der Oberliga Schleswig-Holstein spielten, sind automatisch qualifiziert. Ausgenommen ist der Bundesligist Holstein Kiel, da die Vereine der Bundesliga und 2. Bundesliga nicht an den Verbandspokalen teilnehmen und automatisch für den DFB-Pokal qualifiziert sind. Zudem qualifizieren sich die Kreispokalsieger der elf Kreisfußballverbände und der Sieger des Flens-Cups Meister der Meister. Zweitmannschaften sind nicht teilnahmeberechtigt.
Folgende Mannschaften sind somit für den SHFV-Pokal 2025/26 qualifiziert (in der Klammer ist die Ligenzugehörigkeit in dieser Spielzeit angegeben):
| Vereine der Regionalliga Nord 2024/25                                                                                    | Kreispokalsieger 2024/25 | Meister der Meister 2024/25 |
| - SC Weiche Flensburg 08 (IV) - 1. FC Phönix Lübeck (IV) - VfB Lübeck (IV) - SV Todesfelde (V)                           | - Herzogtum Lauenburg: SSV Güster (VII) - Holstein (Neumünster, Plön): PSV Union Neumünster (V) - Kiel: FC Kilia Kiel (V) - Lübeck: SV Azadi Lübeck (VII) - Nordfriesland: SV Frisia 03 Risum-Lindholm (VI) - Ostholstein: Eutin 08 (V) - Rendsburg-Eckernförde: MTSV Hohenwestedt (V) - Schleswig-Flensburg (inkl. Flensburg): DGF Flensborg (VII) - Segeberg: Kaltenkirchener TS (V) - Stormarn: SV Eichede (V) - Westküste (Dithmarschen, Steinburg): Heider SV (V) | - TuS Rotenhof (V)          |
| Ligaebene in Klammern: IV = Regionalliga Nord • V = Oberliga Schleswig-Holstein • VI = Landesligen • VII = Verbandsligen | |                             |

## Achtelfinale
| Datum                 |                                  | Ergebnis  |                             |
| --------------------- | -------------------------------- | --------- | --------------------------- |
| 11.07.2025, 19:00 Uhr | TuS Rotenhof (V)                 | 1:2 (0:0) | 1. FC Phönix Lübeck (IV)    |
| 11.07.2025, 19:30 Uhr | Kaltenkirchener TS (V)           | 1:2 (1:0) | SV Eichede (V)              |
| 12.07.2025, 14:00 Uhr | PSV Union Neumünster (V)         | 0:5 (0:2) | SC Weiche Flensburg 08 (IV) |
| 12.07.2025, 14:00 Uhr | MTSV Hohenwestedt (V)            | 2:4 (0:1) | SV Todesfelde (V)           |
| 12.07.2025, 14:00 Uhr | SV Azadi Lübeck (VII)            | 2:1 (1:1) | SSV Güster (VII)            |
| 12.07.2025, 15:00 Uhr | DGF Flensborg (VII)              | 0:4 (0:3) | Eutin 08 (V)                |
| 16.07.2025, 19:00 Uhr | SV Frisia 03 Risum-Lindholm (VI) | 0:1 (0:0) | Heider SV (V)               |
| noch offen            | FC Kilia Kiel (V)                | :         | VfB Lübeck (IV)             |

## Viertelfinale
| Datum                 |                                     | Ergebnis  |                             |
| --------------------- | ----------------------------------- | --------- | --------------------------- |
| 19.07.2025, 16:00 Uhr | SV Azadi Lübeck (VII)               | 0:6 (0:2) | 1. FC Phönix Lübeck (IV)    |
| 20.07.2025, 14:00 Uhr | SV Eichede (V)                      | 2:0 (1:0) | Heider SV (V)               |
| 20.07.2025, 14:00 Uhr | SV Todesfelde (V)                   | 4:1 (3:0) | Eutin 08 (V)                |
| noch offen            | FC Kilia Kiel (V) / VfB Lübeck (IV) | :         | SC Weiche Flensburg 08 (IV) |

## Halbfinale
| Datum              |                   | Ergebnis              |                                                                   |
| ------------------ | ----------------- | --------------------- | ----------------------------------------------------------------- |
| 30.07.2025, 19 Uhr | SV Eichede (V)    | 1:1 (0:0) (3:4 i. E.) | 1. FC Phönix Lübeck (IV)                                          |
| noch offen         | SV Todesfelde (V) | :                     | FC Kilia Kiel (V) / VfB Lübeck (IV) / SC Weiche Flensburg 08 (IV) |

## Finale
Das Finale soll laut Rahmenterminplan am 23. Mai 2026 im Rahmen des Finaltags der Amateure ausgetragen werden. Der Finalort wird voraussichtlich durch den Verband nach Feststehen der beiden Finalisten benannt.
| Datum      |                     | Ergebnis |                                                                                       |
| ---------- | ------------------- | -------- | ------------------------------------------------------------------------------------- |
| 23.05.2026 | 1. FC Phönix Lübeck | :        | SV Todesfelde (V) / FC Kilia Kiel (V) / VfB Lübeck (IV) / SC Weiche Flensburg 08 (IV) |